# F1 (пистолет-пулемёт)
F1 — австралийский пистолет-пулемёт. F1 заменил устаревший «Оуэн», унаследовав от него расположение магазина сверху.
В конструкции F1 была использована пистолетная рукоятка от винтовки L1A1, у неё же было заимствовано расположение затвора. Вращающееся крепление для ремня, размещённое на кожухе ствола, призвано не допустить попадания руки к дульному срезу, возможное при стрельбе из оружия с коротким стволом.

## Система
В F1 используется система свободного затвора. Ствольная коробка обладает цилиндрической формой, совмещена с перфорированным кожухом ствола в его передней части. Съемный приклад, фиксирующийся защёлкой, выполнен по линейной схеме, то есть точка упора в плечо лежит на линии ствола.
Разборка F1 осуществляется при снятом прикладе. К пистолету-пулемету примыкаются верхние секторные магазины. Прицельные приспособления расположены левее центральной оси, диоптрический целик складной. Слева на рукоятке расположен предохранитель-переводчик режимов огня. F1 способен производить одиночные выстрелы и очереди. К кожуху ствола можно крепить штык-нож.